# Pacu jawi

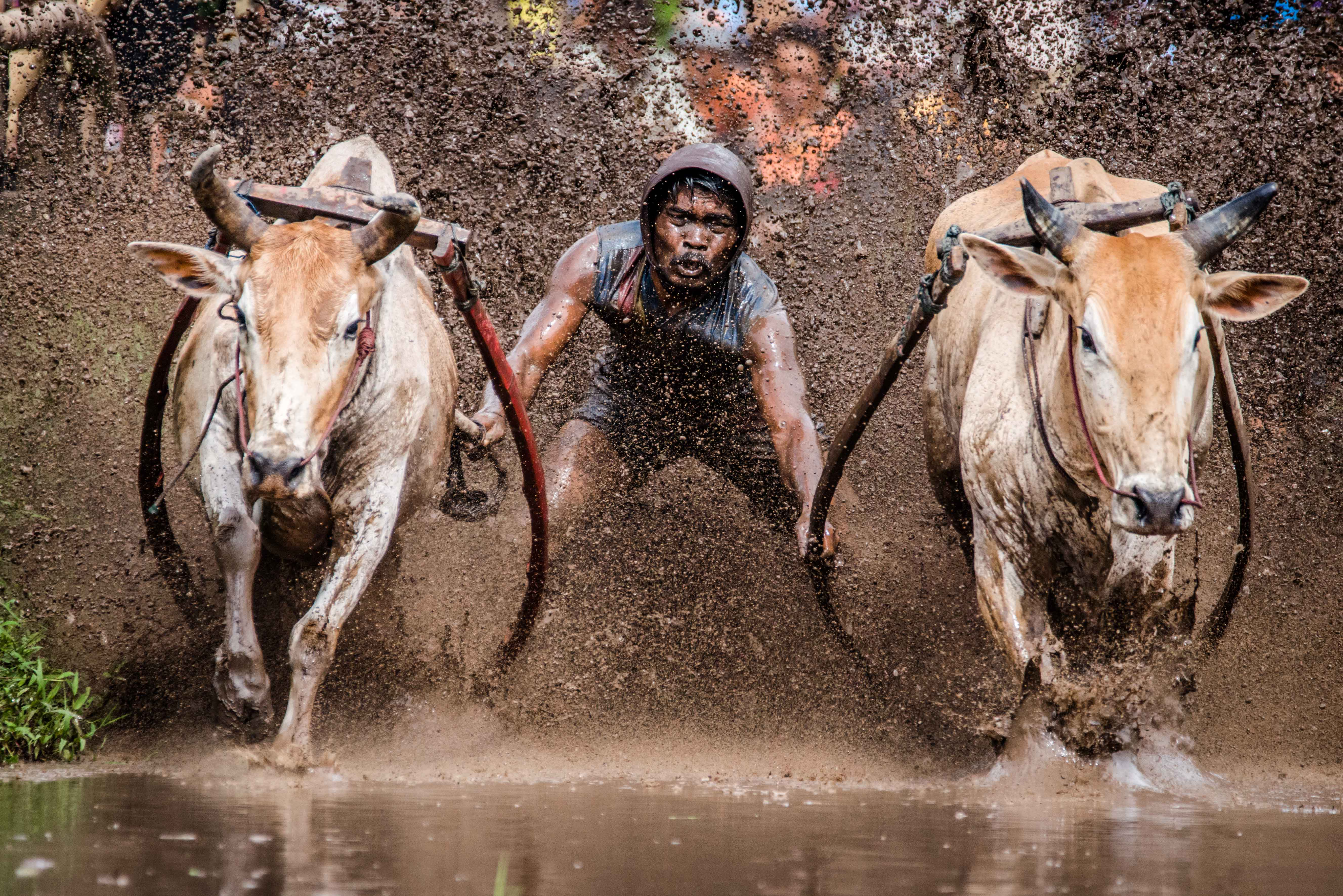

Pacu jawi, což znamená v minangkabauštině „kravský závod“, je zvyk obyvatel Indonésie, který je součástí slavností úrody. Tento způsob jízdy s býčím spřežením se provozuje v oblasti Tanah Datar na Západní Sumatře (podle pravidel musí být ze závodiště vidět hora Marapi).
Jezdec projíždí přes sklizené rýžové pole na bambusovém pluhu taženém párem býků, které drží za ocas. Snaží se udržet běžící býky v přímém směru a nespadnout do bláta, k větší rychlosti je pobízí kousáním do ocasu. Trať bývá dlouhá od 60 do 250 metrů. Navzdory názvu nejde o klasický závod, protože každý účastník běží zvlášť, diváci však hodnotí zručnost lidí a rychlost zvířat. Součástí slavností je také trh, na němž je možno býky zakoupit, přičemž jejich cena se odvíjí od podaného výkonu.
Tradice je stará zhruba čtyři století, v moderní době se stala oblíbenou turistickou atrakcí a fotografům umožňuje pořídit atraktivní záběry. Malajsijský fotograf Wei Seng Chen vyhrál se záběry z pacu jawi v roce 2013 soutěž World Press Photo v kategorii sportovních snímků.